# Перепись населения Новой Франции (1666)

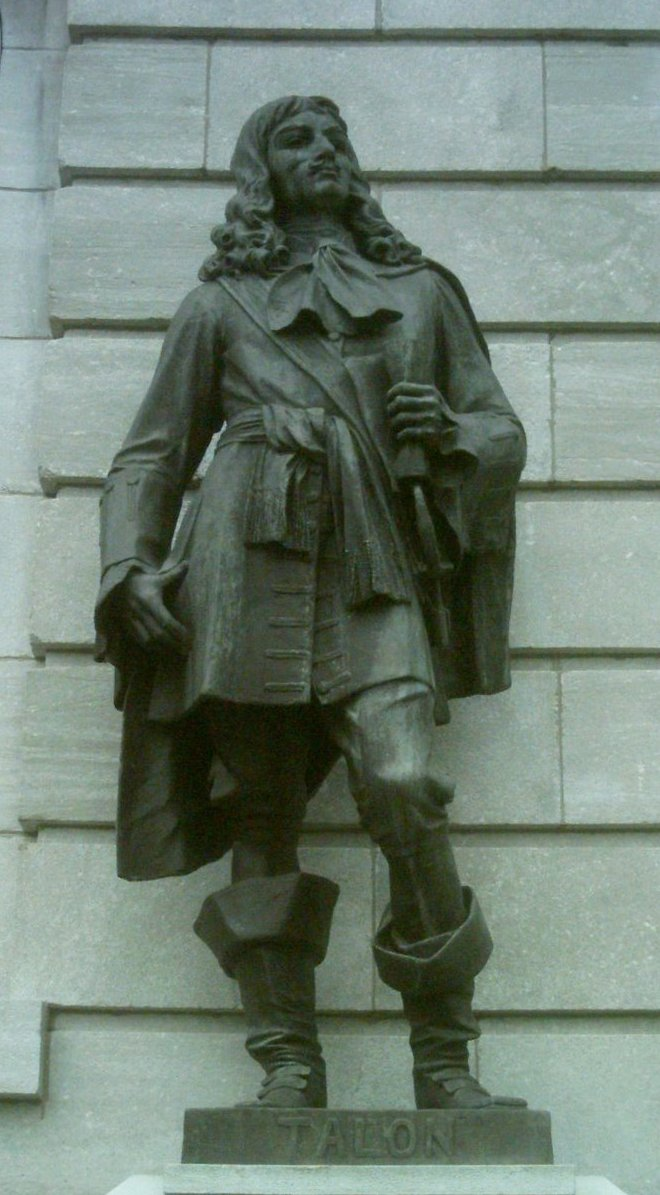
Статуя Жана Талона у здания парламента в Квебеке

Перепись населения Новой Франции 1666 года стала первой переписью населения, состоявшейся в Канаде и в Северной Америке. Её организатором выступил интендант Новой Франции Жан Талон.
Талон вместе с генеральным контролёром финансов Жан-Батистом Кольбером перевёл колонию Новая Франция из под управления одноименной компании под королевскую власть в 1663 году, и министр желал сделать её центром французской колониальной империи. Для развития производственной и экономической основы региона нужно было знать размеры местного населения.
Жан Талон практически сам организовал и провёл перепись, путешествуя между поселениями Новой Франции. В перепись не были вовлечены индейцы и представители религиозных орденов (иезуиты и реколлеты).
Согласно полученным данным, в Новой Франции проживало 3215 человек и 538 отдельных семейств. Из них мужчин было больше чем женщин: 2034 против 1181. Дети и неженатые были объединены в одну группу, их оказалось 2154 человека, женатыми было 1019 (42 оказались вдовцами или вдовами).
547 человек составляли населения города Квебек, 455 проживало в Труа-Ривьере и 625 — в Монреале. Наибольшую численность имела возрастная группа 21-30 лет — 842 человека. 763 являлись профессиональными работниками какой-либо сферы, 401 были слугами, а 16 числились господами.